# Longue Marche 7

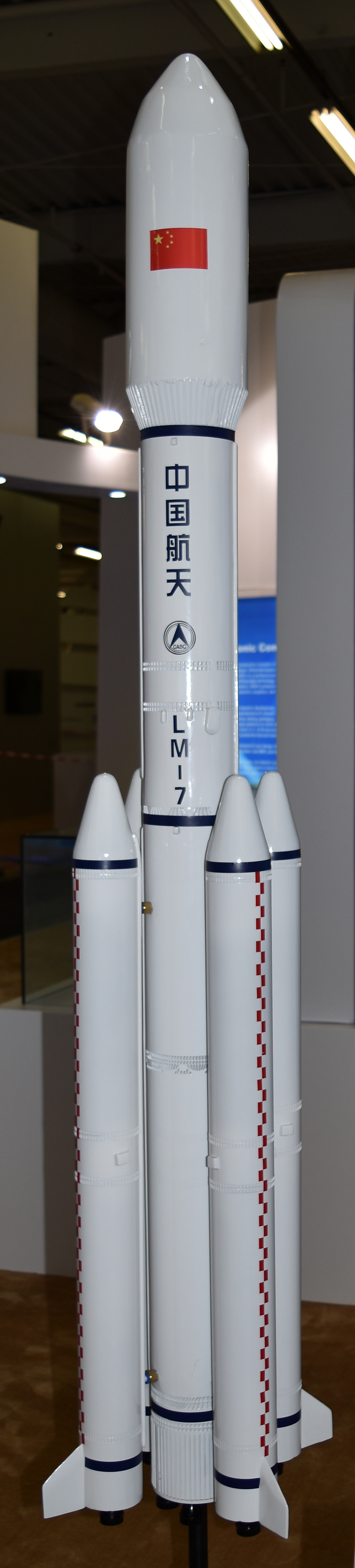
Maquette Longue Marche 7, Salon du Bourget 2015

La Longue Marche 7 (LM-7, CZ-7 ou encore Chang Zheng 7, du chinois : 长征七号 ; pinyin : Chángzhēng qī hào) est un lanceur moyen de la république populaire de Chine dont le premier vol a eu lieu le 25 juin 2016. Il fait partie de la nouvelle génération de fusées chinoises qui doit remplacer les lanceurs Longue Marche 2, 3 et 4 développés au début du programme spatial chinois. La CZ-7 utilise des moteurs performants reposant sur la technologie russe des RD-120 et brulant un mélange semi-cryogénique kérosène/oxygène liquide. Le lanceur est capable de placer 13,5 t en orbite basse et 5,5 t en orbite héliosynchrone. Doté de capacités supérieures aux fusées de la génération précédente amplifiées par un site de lancement plus proche de l'équateur (la nouvelle base de lancement de Wenchang), la CZ-7 jouera un rôle central dans le lancement des satellites lourds en particulier des satellites de télécommunications à destination de l'orbite géostationnaire. À la fin des années 2020, ce lanceur devrait reprendre le rôle de la fusée Longue Marche 2F chargée aujourd'hui de placer en orbite les vaisseaux Shenzhou transportant les équipages chinois.

## Développement
La fusée Longue Marche 7 fait partie de la nouvelle génération de lanceurs que la république populaire de Chine a conçue pour remplacer la famille des Longue Marche 2, 3 et 4 utilisée depuis les premiers vols spatiaux chinois. L'objectif est tout à la fois est de remplacer des lanceurs brulant un mélange d'ergols toxiques et de disposer de fusées plus performantes et plus puissantes. La Longue Marche 7 était initialement baptisée Longue Marche 2F/H et devait être une version modernisée de la Longue Marche 2F destinée à la fois au lancement de vaisseaux habités et de satellites. Le projet a évolué par la suite pour combler l'écart de capacité entre le nouveau lanceur lourd Longue Marche 5 et le lanceur léger Longue Marche 6. Il conserve uniquement le diamètre du corps central de son prédécesseur (3,5 m) mais utilise par contre les technologies qui équipent les LM-5 et LM-6 en particulier les nouveaux moteurs,.
Le lanceur est construit par la société chinoise Académie chinoise de technologie des lanceurs (CALT) le constructeur traditionnel des fusées Longue Marche. La fabrication est réalisée dans une nouvelle usine destinée à cette nouvelle génération de lanceurs inaugurée en 2012. Pour faciliter le transport des lanceurs, celle-ci est implantée à Tianjin sur la côte est de la Chine à un peu plus d'une centaine de kilomètres de Pékin. Le lanceur est ensuite convoyé par bateau jusqu'à la nouvelle base de lancement de Wenchang construite pour la fusée Longue Marche 5 et situé dans l'île de Hainan. Un pas de tir destiné à ce nouveau lanceur a été construit à Hainan. Après son vol inaugural, le nouveau lanceur se subsistera progressivement aux lanceurs existants qu'il devrait complètement remplacer au cours de la première moitié de la décennie 2020. Des pas de tir dédiés devraient être construits sur certaines des trois bases de lancement situées sur le continent,.

## Rôle du nouveau lanceur
Une des premières taches de la fusée Longue Marche 7 est de placer sur orbite le cargo spatial Tianzhou chargé de ravitailler la station spatiale Tiangong 2. Un premier lancer a été réussi le 20 avril 2017.
Le lanceur devrait jouer un rôle central dans le lancement des engins spatiaux chinois en prenant notamment en charge la mise sur orbite géostationnaire des satellites de télécommunications. À la fin des années 2020, le lanceur devrait également reprendre le rôle de la Longue Marche 2F chargée aujourd'hui de lancer les vaisseaux Shenzhou avec équipage chinois.

## Caractéristiques techniques
Le lanceur Longue Marche 7 dans sa configuration standard comporte deux étages avec quatre propulseurs d'appoint à ergols liquides. Sa masse est de 594 tonnes pour une hauteur de 53,1 mètres. Il est capable de placer 13,5 tonnes en orbite basse ou 5,5 tonnes en orbite héliosynchrone (700 km d'altitude),.

### Premier étage
Le premier étage K3-1 est propulsé par deux moteurs-fusées YF-100 orientables d'une poussée unitaire de 122 tonnes (environ 1 200 kN) brulant un mélange de kérosène et d'oxygène liquide. Ce moteur dont le développement a démarré en 2010 est basé sur le moteur russe de conception très avancée (combustion étagée) RD-120 dont la Chine a acquis des exemplaires dans les années 1990. Le moteur a une impulsion spécifique au sol de 300 s. La poussée peut être modulée de 65 à 100 %. La durée de la combustion est d'environ 215 secondes. Les moteurs peuvent être orientés selon deux axes pour modifier l'axe de la poussée. L'étage réalisé en alliage d'aluminium (épaisseur 1,7 mm) a un diamètre de 3,35 m et est long de 26 m. Sa masse à vide de 12 t et il contient 174 t d'ergols. Les deux réservoirs sont placés l'un au-dessus de l'autre avec la conduite d'alimentation en oxygène traversant le réservoir de kérosène. Les ergols sont maintenus sous pression dans les réservoirs grâce à de l'hélium stocké.

### Propulseurs d'appoint
Les quatre propulseurs d'appoint K2-1 ont un diamètre de 2,25 m et sont longs de 26,5 m. Comme le premier étage ils sont propulsés par un moteur-fusée YF-100 d'une poussée unitaire de 122 tonnes (environ 1 200 kN) brulant un mélange de kérosène et d'oxygène liquide. Ils ont chacun une masse à vide de 6 t et emportent 75,5 t d'ergols. Le moteur, qui est orientable selon deux axes, fonctionne durant 185 secondes. Les propulseurs d'appoints qui sont construits en alliage d'aluminium sont chacun doté d'un empennage destiné à stabiliser le vol de la fusée à basse vitesse. Ils se terminent par une coiffe aérodynamique.

### Second étage
Le second étage K3-2 d'un diamètre de 3,35 mètres et d'une longueur de 11,5 mètres est propulsé par quatre moteurs-fusées YF-115 (deux orientables et deux fixes) d'une poussée unitaire de 18,35 tonnes (environ 180 kN) brulant un mélange de kérosène et d'oxygène liquide. Ces moteurs alimentés par une turbopompe ont une impulsion spécifique dans le vide de 341,5 secondes. Contrairement aux lanceurs de la génération précédente, les moteurs de cet étage peuvent être rallumés plusieurs fois ce qui apporte une grande souplesse dans la réalisation des missions. La poussée des moteurs peut être modulée de 80 à 100 %. La masse à vide de l'étage est de 6 tonnes et il emporte 65 tonnes d'ergols.

### Coiffe
La coiffe a un diamètre de 4,2 mètres pour une longueur de 12,4 mètres et un diamètre intérieur de 3,8 mètres.

### Étage supérieur à faible poussée
Pour placer des engins spatiaux sur une orbite haute, le lanceur pourra utiliser un troisième étage de faible poussée Yuanzheng-1 (en) utilisé par la fusée Longue Marche 3 depuis 2015. L'étage Yuanzheng-2 utilise une paire de moteurs-fusées YF-50D brulant un mélange hypergolique de UDMH et de peroxyde d'azote. Chaque moteur a une poussée de 6,5 kN et une impulsion spécifique dans le vide de 315,5 secondes.

### Réutilisation de composants de la générationLongue Marche 5
Pour réduire à la fois les couts de développement et de fabrication le nouveau lanceur partage plusieurs composants essentiels avec les autres lanceurs de la même génération : la Longue Marche 6 (lanceur léger) et Longue Marche 5 (lanceur lourd) comme le montre le tableau ci-dessous : 
| Composant                   | Origine                     | Longue Marche 5       | Longue Marche 6 | Longue Marche 7                     |
| --------------------------- | --------------------------- | --------------------- | --------------- | ----------------------------------- |
| Charge utile orbite basse : | Charge utile orbite basse : | 23 tonnes             | 1,5 tonne       | 13,5 tonnes                         |
| Moteur YF-100               | Nouveau                     | Propulseurs d'appoint | 1er étage       | - Propulseurs d'appoint - 1er étage |
| Moteur YF-115               | Nouveau                     | -                     | 2e étage        | 2e étage                            |
| Moteur YF-75                | Longue Marche 3             | 2e étage              | -               | -                                   |

## Versions dérivées
D'après des documents du constructeur CALT au moins deux versions dérivées sont envisagées :
- La première version, baptisée CZ-734 ou CZ-7A, comprend par rapport à la version de base un troisième étage supplémentaire identique au 3e étage de la fusée Longue Marche 3A. Cette version devrait permettre de placer sur une orbite géostationnaire les satellites de télécommunications les plus lourds avec une charge utile de 7 tonnes GTO. Le troisième étage d'une longueur de 12,38 mètres pour un diamètre de 3 mètres a une masse de 21 tonnes (2,7 tonnes à vide). Il est propulsé par un moteur YF-75 développant une poussée de 157 kN et brulant un mélange d'oxygène liquide et d'hydrogène liquide. Le moteur, qui doit fonctionner durant 469 secondes a une tuyère dont le rapport de section est de 80 et peut être redémarré.
- Une version allégée, baptisé CZ-720, sans propulseurs d'appoint mais avec un deuxième étage constitué par le troisième étage de la fusée Longue Marche 3A, serait utilisée pour placer des satellites pouvant peser jusqu'à 2,9 tonnes sur une orbite héliosynchrone.

## Comparaison avec des lanceurs de puissance équivalente
| Lanceur         | Date 1er vol | Masse       | Charge utile orbite basse | Charge utile orbite héliosynchrone | Charge utile orbite de transfert | Ergols utilisés                                     | Propulseurs d'appoint       | Remarques          |
| --------------- | ------------ | ----------- | ------------------------- | ---------------------------------- | -------------------------------- | --------------------------------------------------- | --------------------------- | ------------------ |
| Longue Marche 7 | 25/6/2016    | 595 t       | 13,5 tonnes               | 7 tonnes                           | 5,5 tonnes                       | Kérosène et Oxygène liquide                         | Kérosène et Oxygène liquide |                    |
| GSLV Mark III   | 5/6/2017     | 640 t       | 8 tonnes                  |                                    | 4 tonnes                         | UDMH/Peroxyde d'azote Hydrogène et Oxygène liquides | Propergol solide            |                    |
| / Zenit-2       | 1985         | 460 t       | 13,4 tonnes               | 5 tonnes                           |                                  | Kérosène et Oxygène liquide                         | sans objet                  |                    |
| H-IIA 204       | 2001         | 445 t       | 15 tonnes                 |                                    | 6 tonnes                         | Hydrogène et Oxygène liquides                       | Propergol solide            |                    |
| Ariane 6        | 09/07/2024   | 530 à 860 t | entre 10 et 21 tonnes     | entre 6 et 15 tonnes               | entre 5 et 11.5 tonnes           | Hydrogène et Oxygène liquides                       | Propergol solide            | Version A62 et A64 |

## Carrière opérationnelle

### Vol inaugural de juin 2016
Le lanceur Longue Marche 7 effectue son premier vol le 25 juin 2016 et inaugure à cette occasion les installations de la base de lancement de Wenchang. Pour ce premier vol de test la configuration de base du lanceur a été retenue augmentée d'un troisième étage de faible poussée Yuanzheng-1. La fusée place la charge utile sur une orbite basse (200 × 394 km) 25 minutes après le décollage. La charge utile est constituée de ballast, du petit satellite Aolong-1 destiné à tester la récupération de débris avec un bras robotique et leur injection sur une orbite de rentrée, d'un nanosatellite de 33 kg de type CubeSat 12U, l'étoile d'Aoxiang (test d'un instrument de navigation optique utilisant la polarisation), de deux nano-satellites Tiange (test de télécommunications spatiales). La principale charge utile est une maquette fonctionnelle à l'échelle 0,6 (2,8 tonnes, 2,6 m de diamètre et 2,3 m de haut) du futur véhicule spatial qui remplacera à terme le vaisseau Shenzhou utilisé par les astronautes chinois. Ce vaisseau doit être développé en deux versions (14 tonnes pour la desserte de l'orbite basse et 20 tonnes pour des orbites plus éloignées). La version embarquée pour le vol inaugural du lanceur est équipée d'un système de navigation, d'un bouclier thermique, de parachutes et d'un système de télécommunications capable d'émettre durant la phase de rentrée à vitesse hypersonique. Le vaisseau, après plusieurs orbites, a effectué sa rentrée atmosphérique et atterri en Mongolie intérieure une vingtaine d'heures après le lancement,,.

## Liste des vols

### Lancements passés
| no du vol | Date                  | Version | Site de lancement | Charge utile                                                      | Orbite | Résultat |
| --------- | --------------------- | ------- | ----------------- | ----------------------------------------------------------------- | ------ | -------- |
| 1         | 25 juin 2016          | 7       | Wenchang, LC-201  | Maquette réduite du vaisseau spatial de nouvelle génération       | LEO    | Succès   |
| 2         | 20 avril 2017         | 7       | Wenchang, LC-201  | Tianzhou-1, vaisseau cargo                                        | GTO    | Succès   |
| 3         | 16 mars 2020          | 7A      | Wenchang, LC-201  | XJY-6, satellite militaire                                        | GTO    | Échec    |
| 4         | 12 mars 2021          | 7A      | Wenchang, LC-201  | Shiyan-9, satellite optique expérimental de plus de 6 t           | GTO    | Succès   |
| 5         | 29 mai 2021           | 7       | Wenchang, LC-201  | Tianzhou-2, vaisseau cargo                                        | LEO    | Succès   |
| 6         | 20 septembre 2021     | 7       | Wenchang, LC-201  | Tianzhou-3, vaisseau cargo                                        | LEO    | Succès   |
| 7         | 23 décembre 2021      | 7A      | Wenchang, LC-201  | Shiyan-12 01 et 02, satellites d'étude de l'environnement spatial | GTO    | Succès   |
| 8         | 9 mai 2022            | 7       | Wenchang, LC-201  | Tianzhou-4, vaisseau cargo                                        | LEO    | Succès   |
| 9         | 13 septembre 2022     | 7A      | Wenchang, LC-201  | Chinasat 1E                                                       | GTO    | Succès   |
| 10        | 12 novembre 2022      | 7       | Wenchang, LC-201  | Tianzhou-5, vaisseau cargo                                        | LEO    | Succès   |
| 11        | 8 janvier 2023        | 7A      | Wenchang, LC-201  | Shijian 23                                                        | GTO    | Succès   |
| 12        | 10 mai 2023           | 7       | Wenchang, LC-2    | Tianzhou-6                                                        | LEO    | Succès   |
| 13        | 3 novembre 2023       | 7A      | Wenchang, LC-2    | TJS-10                                                            | GTO    | Succès   |
| 14        | 17 janvier 2024 14:27 | 7       | Wenchang, LC-2    | Tianzhou-7                                                        | LEO    | Succès   |
| 15        | 29 juin 2024          | 7A      | Wenchang, LC-2    | ChinaSat 3A                                                       | GTO    | Succès   |
| 16        | 22 août 2024          | 7A      | Wenchang, LC-2    | ChinaSat 4A                                                       | GTO    | Succès   |
| 16        | 15 novembre 2024      | 7       | Wenchang, LC-2    | Tianzhou-8                                                        | LEO    | Succès   |

### Lancements prévus
| Numéro du vol | Date | Version | Site de lancement | Charge utile | Orbite | Résultat |
| ------------- | ---- | ------- | ----------------- | ------------ | ------ | -------- |